# عبد الله نيني
عبد الله نيني الشحي (مواليد 6 يوليو 1990، لاعب كرة قدم إماراتي يجيد اللعب في الدفاع.
لعب مع نادي الإمارات ونادي الحمرية ونادي دبا الحصن ونادي العربي ونادي التعاون ونادي الرمس.

## روابط خارجية
- عبد الله نيني على موقع Soccerway.com (الإنجليزية)